# Gil Braltar
Gil Braltar je satirická novela francouzského spisovatele Julese Verna na britský kolonialismus, která poprvé vyšla roku 1887, společně s autorovým románem Cesta do Francie (Le chemin de France), z jeho cyklu Podivuhodné cesty (Les Voyages extraordinaires). Česky novela vyšla též pod názvy Opičí generál nebo Opičí král.
Novela se odehrává na území britské kolonie Gibraltar, ležící na jihu Pyrenejského poloostrova. Vypráví o tom, jak se muž jménem Gil Braltar, původem Španěl, přestrojí za opici a stane se vůdcem opičí tlupy. Tu pak poštve k útoku na vojenskou posádku pevnosti. Útok je zprvu úspěšný, ale pak velitel pevnosti, anglický generál, vyvede zase opice z pevnosti ven. Je totiž tak škaredého zjevu, že jej není možno od opic odlišit a ty jej poslouchají. Jules Verne činí na tomto základě závěr, že jen vyslání co nejšerednějších generálů do Gibraltaru zajistí Britům držení kolonie i v budoucnosti.

## Česká vydání
- Opičí král. Pionýr 1965, číslo 4, překlad B. Bittman, il. Oldřich Jelínek,
- Opičí generál. Plzeň: Mustang 1995, vyšlo v jednom svazku společně s dalšími povídkami Doktor Ox & spol.
- Opičí generál. Brno: Návrat 2003, obsaženo ve svazku s názvem Drama v Mexiku